# Zelenîi Hai, Dolînska
Zelenîi Hai (în ucraineană Зелений Гай) este un sat în comuna Ivanivka din raionul Dolînska, regiunea Kirovohrad, Ucraina.

## Demografie
Componența lingvistică a localității Zelenîi Hai
     Ucraineană (93,33%)
     Rusă (4,67%)
     Alte limbi (1,34%)
Conform recensământului din 2001, majoritatea populației localității Zelenîi Hai era vorbitoare de ucraineană (93,33%), existând în minoritate și vorbitori de rusă (4,67%).